# Anfa (arrondissement)
Anfa (arabiska: أنفا) är ett arrondissement i Casablanca i Marocko. Antalet invånare var 94 504 vid folkräkningen 2014.